# Rafael Fernandes
Rafael Fernandes is een gemeente in de Braziliaanse deelstaat Rio Grande do Norte. De gemeente telt 4.797 inwoners (schatting 2009).
De gemeente grenst aan Água Nova, Pau dos Ferros, Marcelino Vieira en Riacho de Santana.